# 歌登町營軌道
歌登町營軌道，是曾經位於日本北海道枝幸郡中頓別町、歌登町、枝幸町（ 2006年合併為現在的枝幸町）的簡易軌道。

## 路線資料
至 1939 年 3 月：
- 路線：
  - 枝幸线：小頓別－枝幸，35.0 公里（歌登－枝幸間廢線後改稱歌登線）
  - 幌别線：幌别 －志美宇丹，12.6 公里

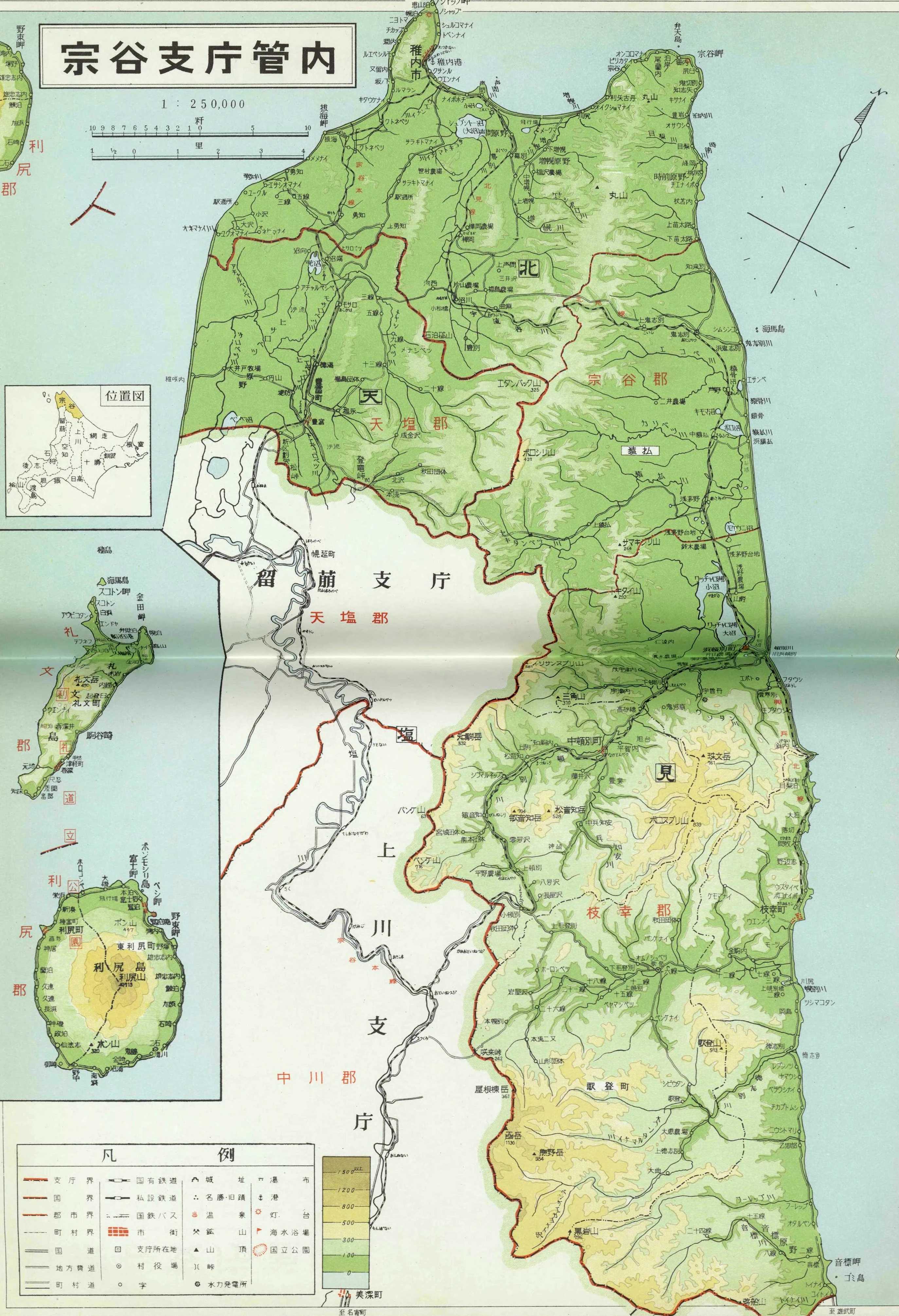

  - 另有一條通往本幌别的支線。
- 軌距：762 毫米
- 複線區間：無
- 電氣化區間：無

## 歷史
宗谷線于1918年（大正7年）通車至頓別村的浜頓别站，原計畫經由枝幸町通至稚內，但後來路線改經由音威子府村至頓別。因此開始計畫從該線的小頓別站，興建簡易軌道至枝幸町。
1928年1月由木材公司在歌登動工，但工期一再推延，到了11月，木材公司合作開始鋪設軌道並運出木材。 1929年12月，小頓別至幌别六線（後來的歌登）路線正式通車。次年，由内務省出資，北海道廳開通延伸至枝幸的路線。
最初營運委託由枝幸殖民軌道利用組合辦理，1932 年起改由北海道廳直接經營。最初是由馬匹拉動車輛，從1933 年開始使用汽油機車，不過在一些支線直到最後都還使用馬匹拉行。冬季期間，部分路段因降雪而暫停服務。
戰後本鐵道委由歌登村（1962年1月起改為歌登町）經營。1956年，北海道開發局開始在簡易軌道引入內燃機動力客車。 但此後路線漸次縮短，在1971年，因本路線與日本鐵道建設公團施工中的美幸線部分重疊，決定拆除路軌以利用土地建設美幸線。運輸則由巴士與卡車等取代；但最後美幸線也未能完工。
一般來說，市售鐵道時刻表並未列入曾在北海道存在的許多簡易軌道與殖民軌道，但可能是本路較為重要，其時刻表曾被刊登於市售時刻表上。

### 年表
- 1929年12月1日：小頓别－上幌别六線之間開業。
- 1930年（昭和5年） 9月4日：上幌别六線－枝幸港之間開業（枝幸線全通）
- 1932年（昭和7年） 7月10日：成為北海道廳拓殖部殖民軌道，小頓別－枝幸之間开始使用汽油機車營運。[4]
- 1933年（昭和8年） 11月10日：上幌别六線～志美宇丹之間開業（幌别線）。
- 1936年10月27日（昭和11年）：上幌别-本幌别之間開業（本幌别線）。
- 1948年（昭和23年）：枝幸線由北海道廳移交给軌道組合經營（幌别線、本幌别線從通車起即由軌道組合經營）
- 1949年（昭和24年）：由于興濱北線恢復營運（ 1945年），枝幸線歌登町以東的運輸量減少，因而停駛，並將枝幸線改名為歌登線。
- 1951年（昭和26年）：改由歌登村經營，成為歌登村營軌道。
- 1955年（昭和30年）：本頓別線停駛。
- 1956年（昭和31年）：開始使用內燃機動力客車
- 1962年1月（昭和37年）：歌登村改為歌登町，由村營改為町營。
- 1966年（昭和41年）：幌别線開始使用動力客車
- 1969年5月（昭和44年）：由於國鐵美幸線的施工，停駛幌别線。
- 1970 年10 月 31 日：所有路線停駛。
- 1971 年5 月 29 日：廢線。[5]

## 旅客列车运营概况
1934 年 5 月 1 日修订
- 小頓別－枝幸之間三個往復，幌別－枝幸之間一個往復。
- 所需时间：全线3小时30-40分钟

1970 年 6 月 3 日
- 小頓別－歌登之間三個往復
- 所需时间：全线30分钟

## 停靠站列表
1939年
枝幸線：小頓別 - 毛登別 - 上幌別 - 幌別 - 般毛内 - 一本松 - 金駒内 - 下幌別 - 枝幸
幌別線：幌別 - 幌別六線 - 歌登 - 興生 - 林内 - 北志美宇丹 - 志美宇丹
1965年
枝幸線：小頓別 - 吉田 - 毛登別 - 大島 - 柴山 - 熊の沢 - 秋山（本） - 秋山（分） - 中央 - 歌登
幌別線：歌登 - 辺毛内 - 興生 - 北志美宇丹 - 志美宇丹

## 保存狀況
町營「歌登健康回復村」保存并展示了一台內燃机车。在歌登市區的舊車庫，現成為巴士車庫。另外，志美宇丹從有站房兼車庫遺留，但後來也被拆除。

## 脚注
1. ↑  . 北海道新聞 (北海道新聞社). 1989-05-01.
2. ↑  1918年当時の名称。その後宗谷本線、天北線と改称され、1989年（平成元年）5月1日に音威子府-南稚内間が廃線となった[1]。
3. ↑  此時引入的內燃動力客車為戰後新製的柴油引擎客車，但在本路與鶴居村營軌道所使用者都僅有一邊有駕駛台。雖然這種設計多所不便，但使用實績良好，受到好評。但即使希望能引入更多車輛，北海道開發局卻受預算限制而無法儘快配合。1958年，歌登村自行引進了小型單端式動力客車，但因沒有合適的引擎，僅採用排氣量860cc的日產汽油引擎，出力不足，僅能載客8人，不敷實用。這是最後一次引進單端式車輛，後來北海道開發局增備的車輛都是雙端式（兩端皆有駕駛台）。
4. ↑  鉄道省監督局 (编). . 鉄道同志会. 1935: 19. NDLJP: 1190630/102.
5. ↑  . 北海道新聞 (北海道新聞社). 1971-05-30.